# Naracoorte
Naracoorte é um prestigiado sítio arqueológico na Austrália. Aí se encontram vários fósseis de mamíferos, por isso foi declarado Património Mundial da Unesco em 1994, juntamente com Riversleigh. Há 26 cavernas em Naracoorte, contidas dentro da área de 3.05 km² que é Património Mundial. A Caverna Alexandra, a caverna Appledore, a caverna dos morcegos, a caverna da catedral, a caverna da raposa e a caverna de Wombat são alguns exemplos dessas grutas.